# Eupithecia convallata
Eupithecia convallata är en fjärilsart som beskrevs av Brandt 1938. Eupithecia convallata ingår i släktet Eupithecia och familjen mätare. Inga underarter finns listade i Catalogue of Life.